# James Bateman
James Bateman (18 luglio 1811 – 27 novembre 1897) è stato un botanico inglese, autore di numerosi lavori sulle Orchidaceae.
È stato membro della Linnean Society of London e della Royal Society.
Contemporaneo di Charles Darwin (1809-1882), intrattenne rapporti con il celebre naturalista, inviandogli campioni di piante raccolte durante le sue ricerche in paesi esotici, tra cui la nota orchidea Angraecum sesquipedale.

## Alcune opere

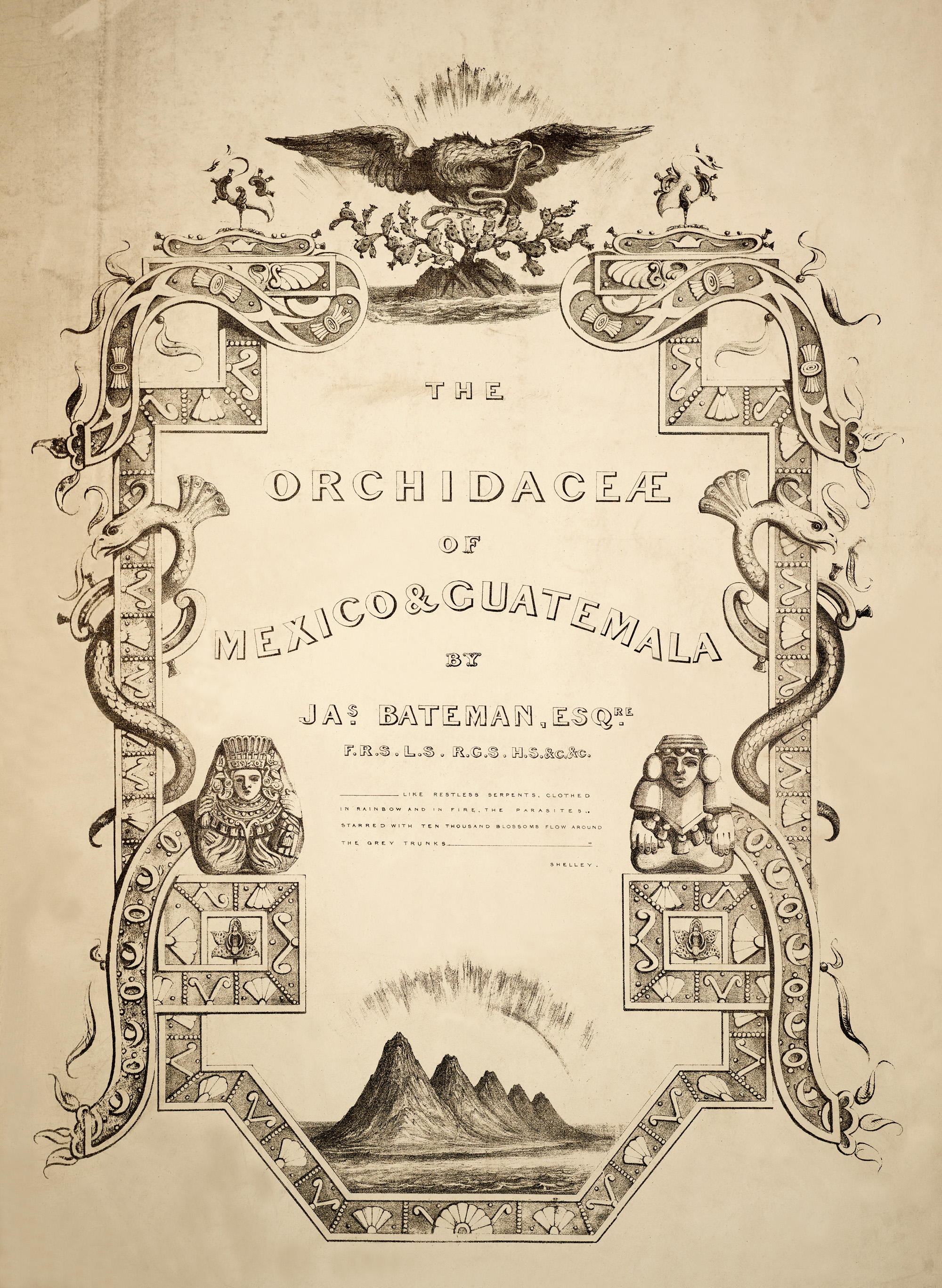
Frontespizio di The Orchidaceae of Mexico and Guatemala

- The Orchidaceae of Mexico and Guatemala, c. 1845
- A Second Century of Orchidaceous Plants, London, L. Reeve & Co., 1867.
- A monograph of Odontoglossum, London, L. Reeve & Co., 1874.